# Hisaši Cučida
Hisaši Cučida (japonsky 土田 尚史, * 1. února 1967 Okajama) je bývalý japonský fotbalista.

## Klubová kariéra
Hrával za Urawa Red Diamonds.

## Reprezentační kariéra
S japonskou reprezentací se zúčastnil Mistrovství Asie ve fotbale 1988.